# Via Valeria

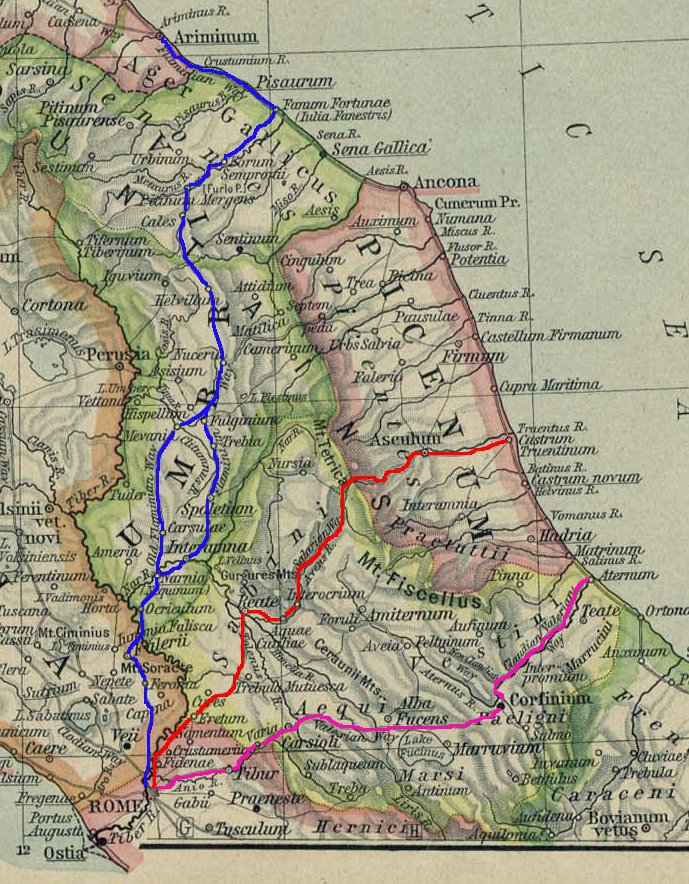
Via Tiburtina-Valeria позначена рожевим кольором (червоним=via Salaria, синім=via Flaminia).

Валерієва дорога (лат. Via Valeria) — стародавня римська дорога.
Дорога була побудована у 307 році до н. е. між Римом, Тібуром і Корфінієм і продовжувала тибуртинську дорогу у північно-східному напрямку. Дорога була побудована, можливо, цензором Марком Валерієм Мессаллою (лат. Marcus Valerius Messalla) у 154 році до н. е. На Валерієвій дорозі лежали латинські міста: Варія, Карсеоли і Альба. Сьогодні сучасна залізниця з Риму в італ. Castellammare Adriatico проходить поруч з Валерієвою дорогою. Гробниця македонського царя Персея була знайдена при розкопках при дорозі у 2005 році.